# Raïon de Korioukivka
Le raïon de Korioukivka (en ukrainien : Корюківський район) est un raïon situé dans l'oblast de Tchernihiv en Ukraine. Son chef-lieu est Korioukivka.
Avec la réforme administrative du 18 juillet 2020, le raïon est étendu aux dépens des raïons de Koriukivka, Snovsk, Mena et Semenivka.

## Lieux d’intérêt

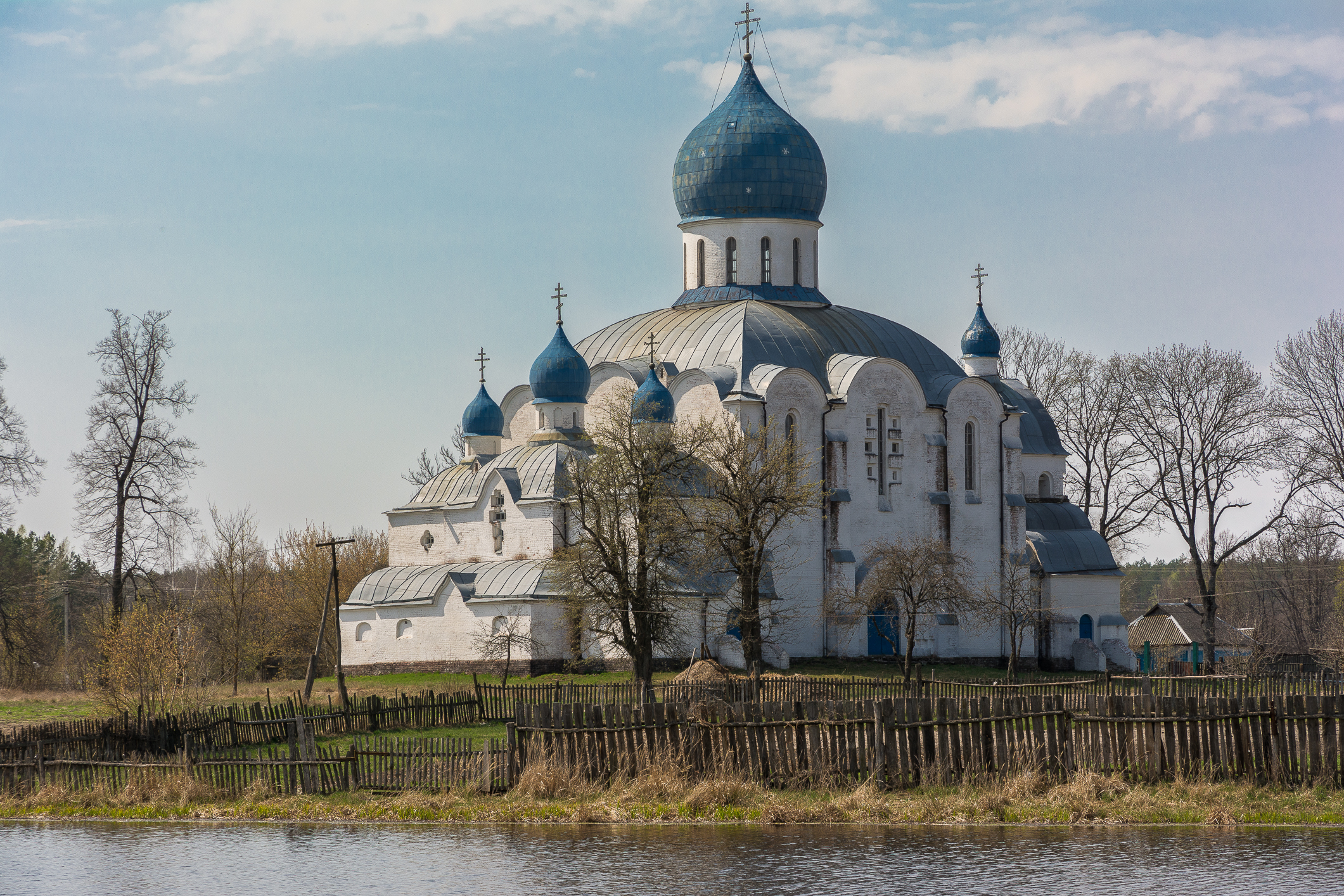
Église de l'Intercession de Jouklia, classée[1],
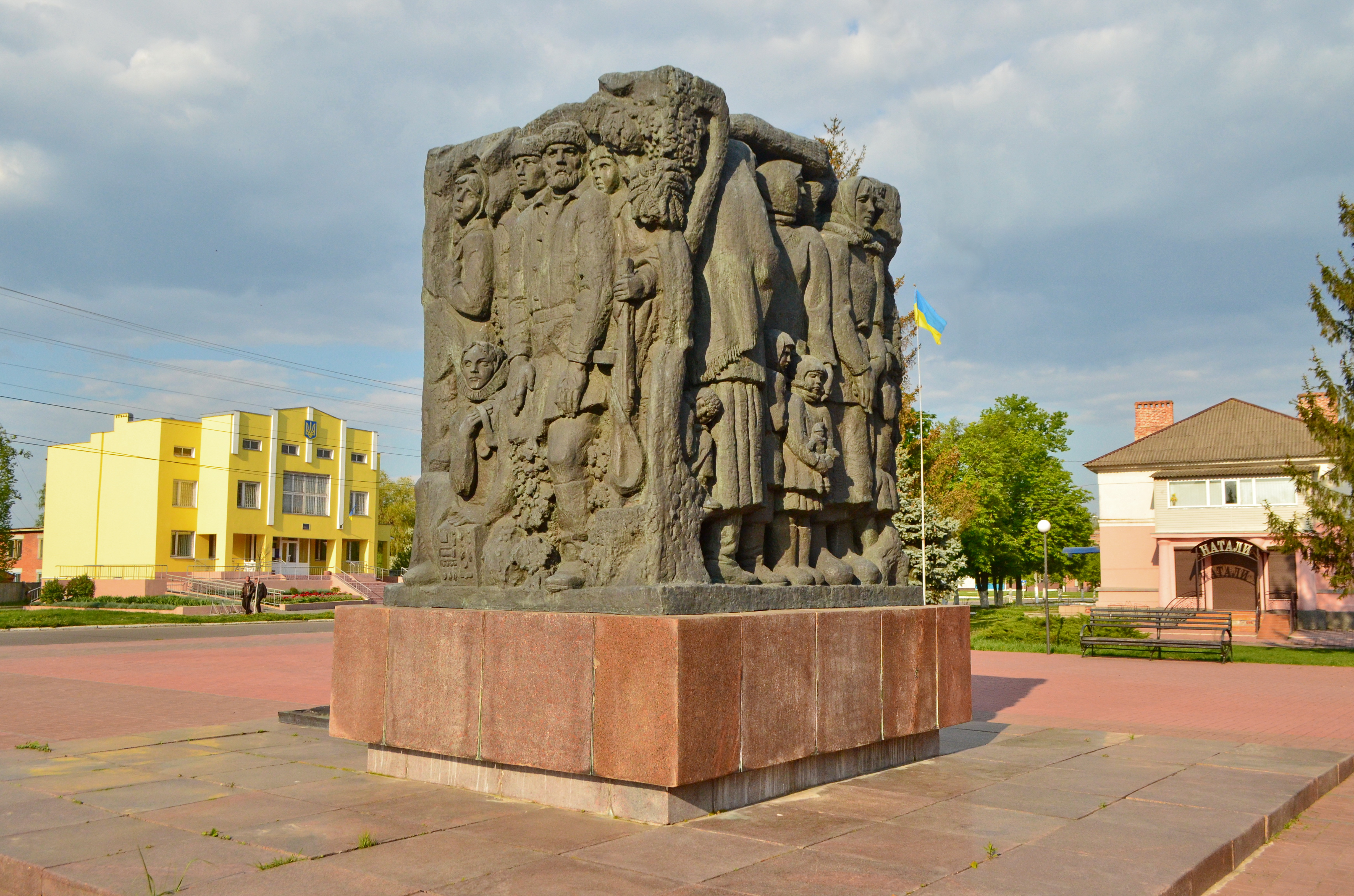
mémorial à Korioukivka, classé[2],
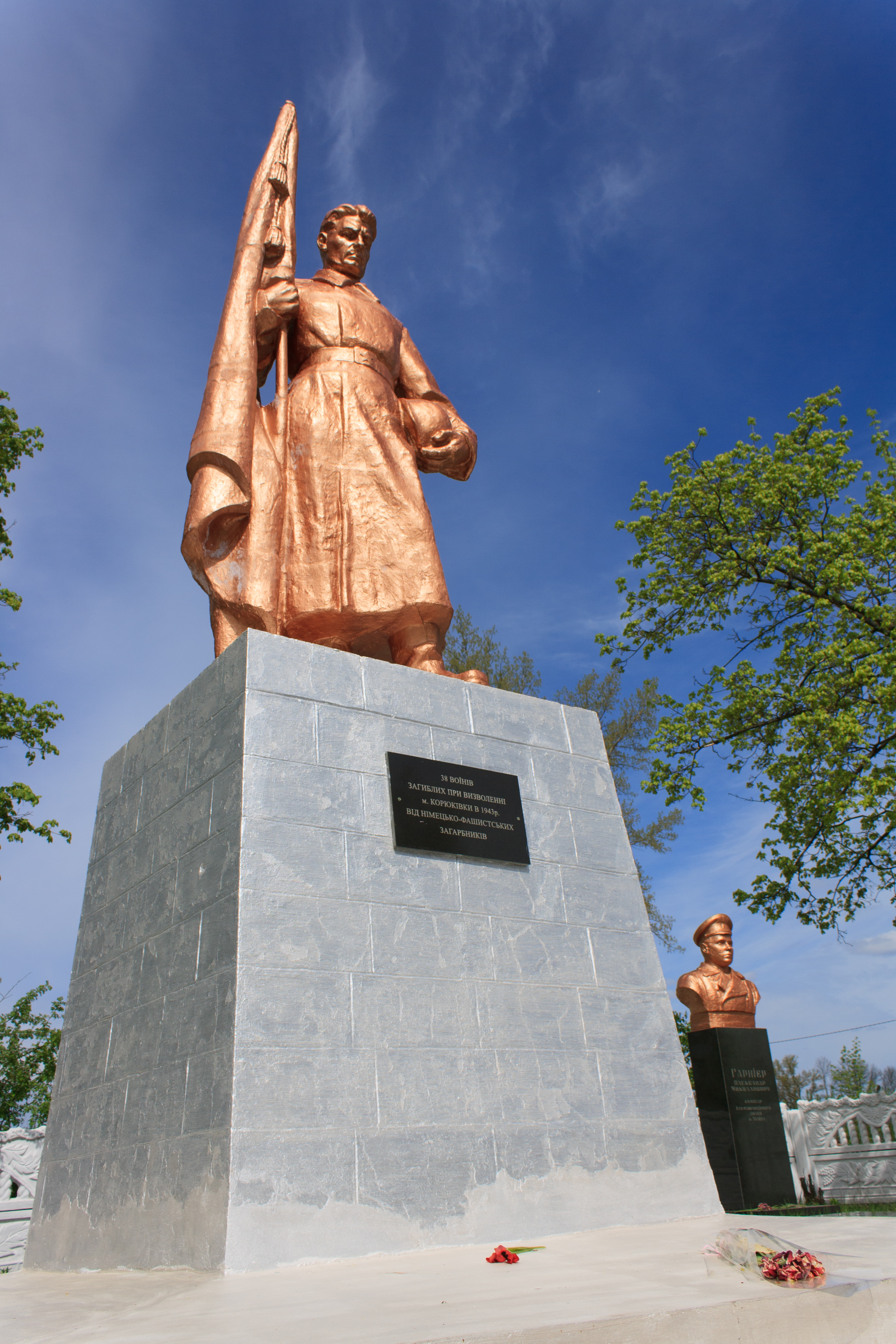
monument place Garnier, classé[3],
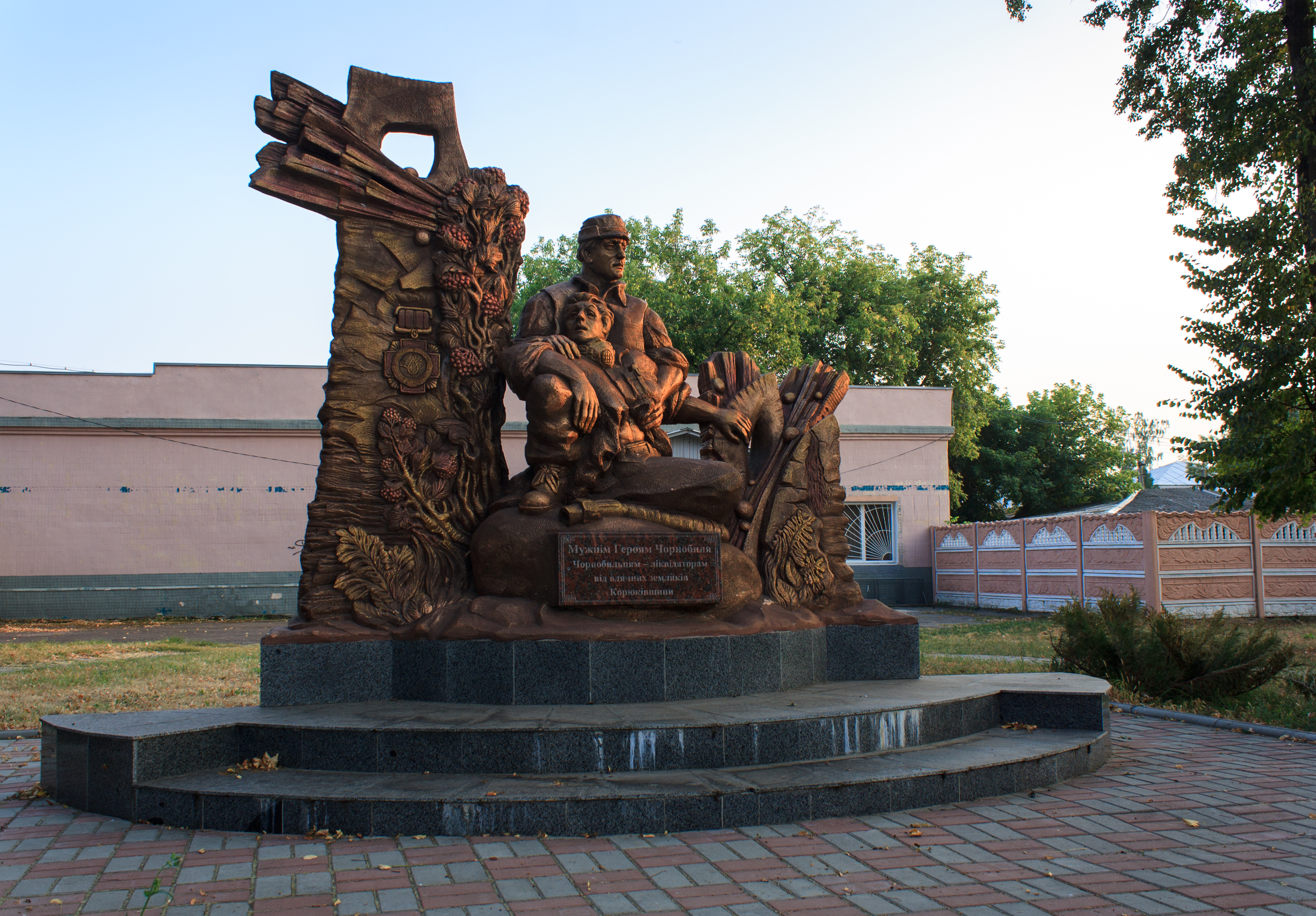
aux héros de Tchernobyl, classé[4],
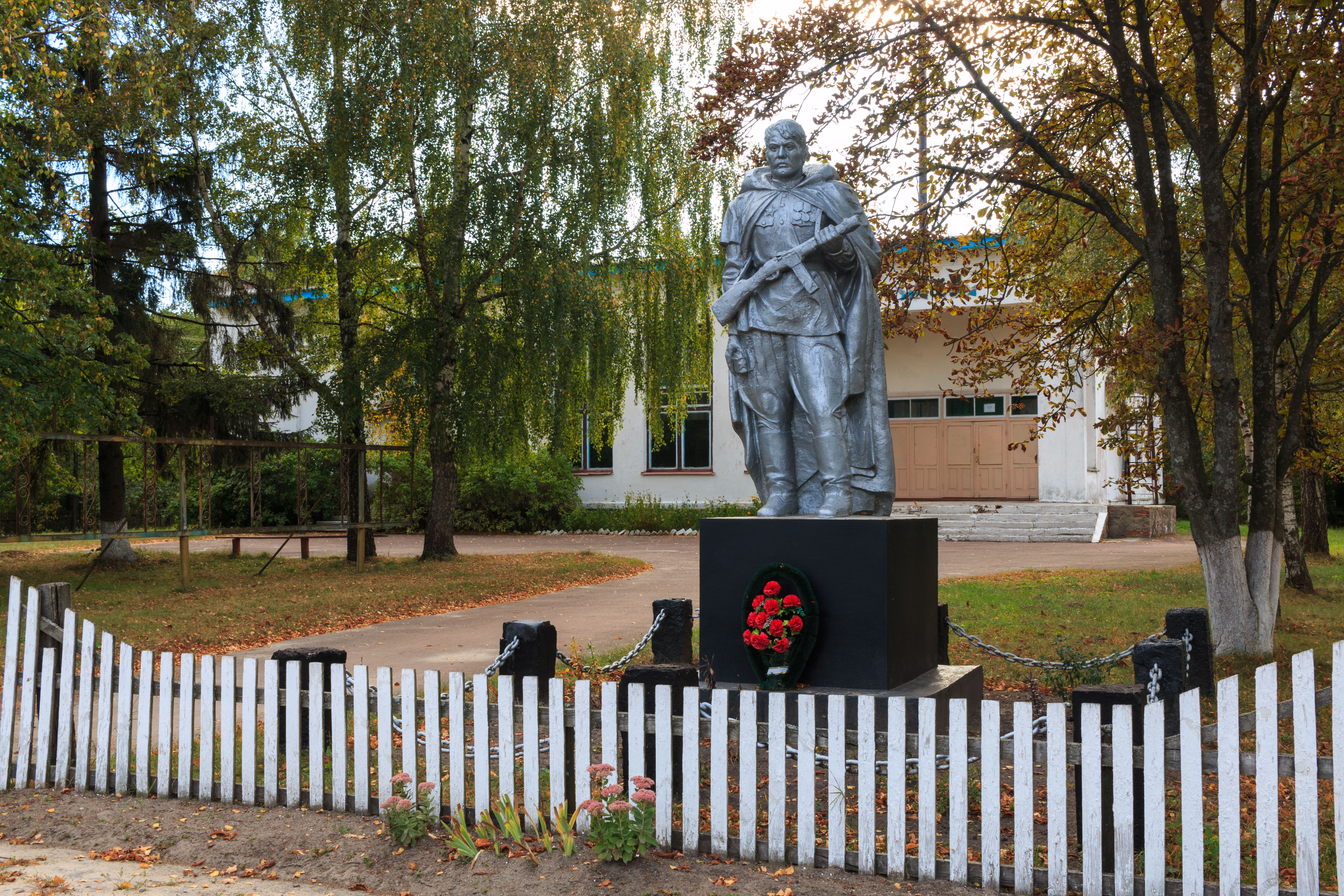
mémorial aux civils exécutés, classé[5], Sakhoutivka,
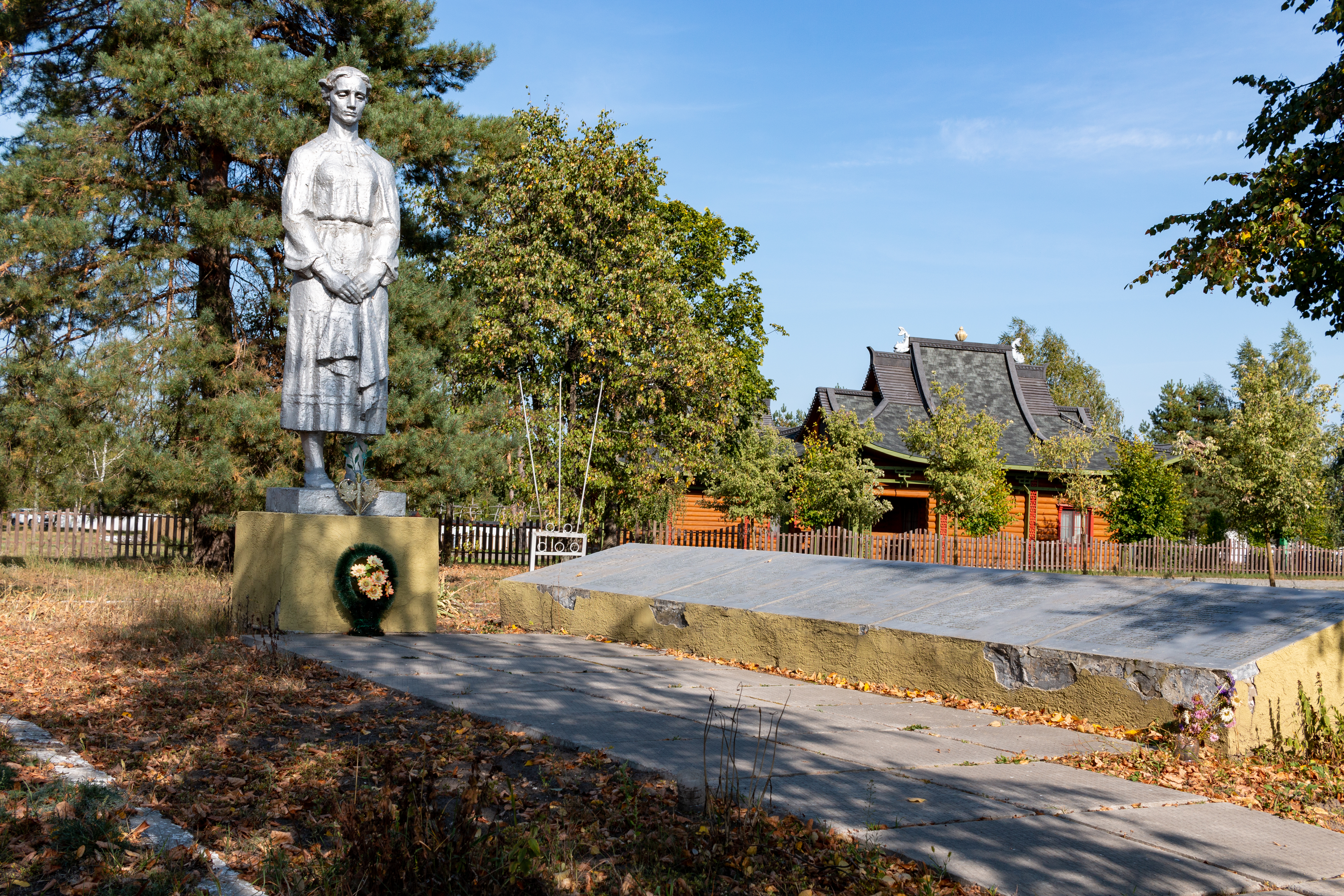
mémorial aux victimes de l'offensive de 1941, Vretch, classé[6],
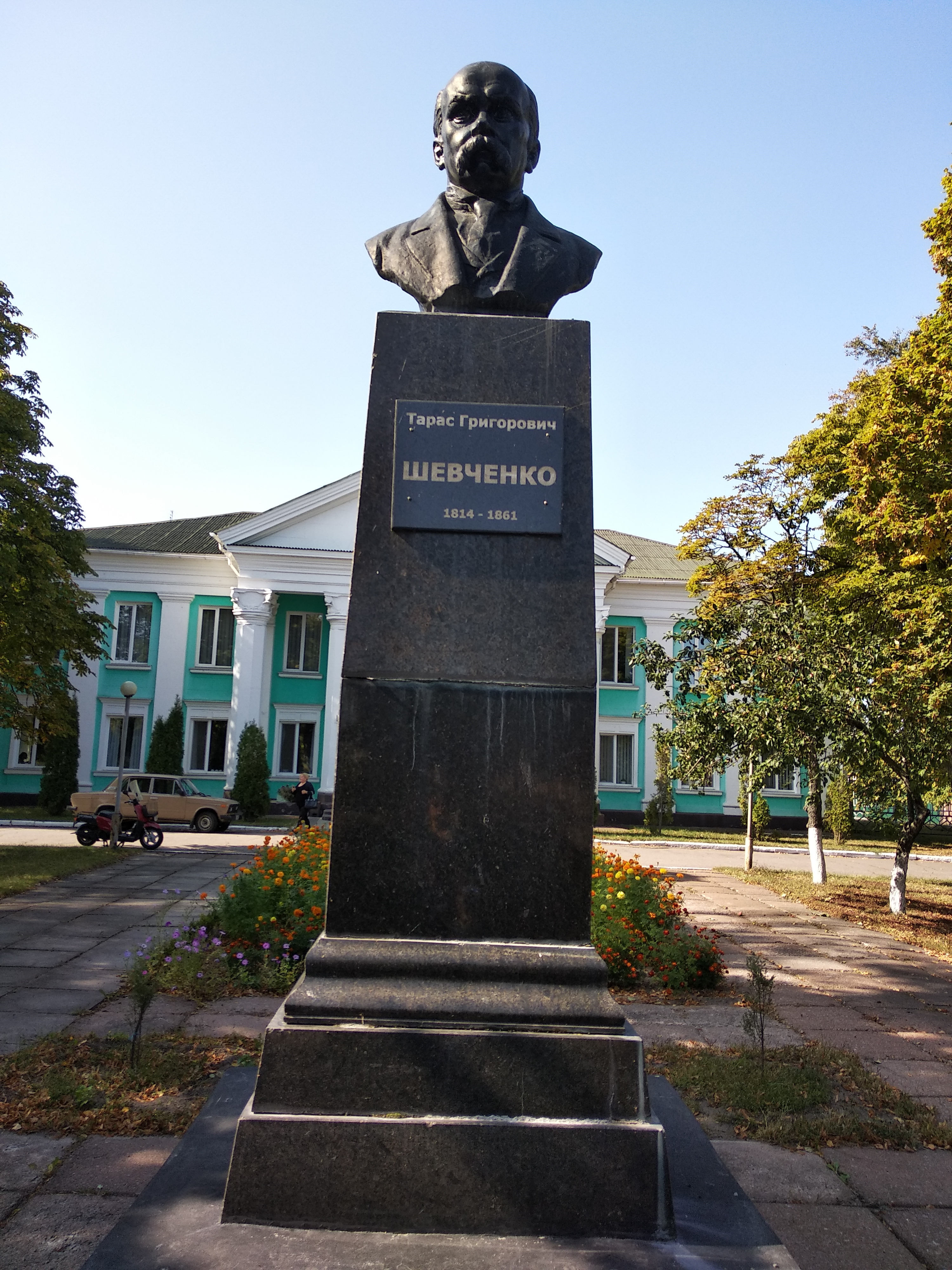
buste de Taras Chevtchenko, Snovsk classé[7].